# Rodrigo Teixeira
Rodrigo Teixeira Pereira (n. Belo Horizonte, Brasil, 16 de junio de 1978) es un exfutbolista brasileño. Jugaba de delantero centro y su último equipo fue el River Plate de Asunción.

## Trayectoria

### Guaraní (2010)
En enero de 2010, Texeira firmó con el Guaraní durante toda la temporada, uniéndose a los jugadores Jonathan Fabbro, Federico Santander, Elvis Marecos y Joel Silva. En febrero de 2010 anotó en la victoria por 3-1 contra el Club Sol de América.

### Guaraní (2013)
En enero de 2013, ABC Color anunció que Texeira estaba cerca de regresar a Guaraní, cuando asistió a un reencuentro con el presidente del club al mismo tiempo que Guaraní también ficharía a Julio César Caceres. Luego se confirmó que Texeira firmó oficialmente con Guaraní, como nuevo miembro del equipo para la temporada 2013 de la Primera División Paraguaya y la Copa Sudamericana. En abril fue aclamado como un héroe por entrar como suplente y anotar un doblete en la victoria de su equipo.

### Sportivo Luqueño (2014-2015)
En enero de 2014 fue presentado como jugador del Sportivo Luqueño, fichaje para la temporada 2014. Texeira se unió al club en medio de rumores de posible interés de Olimpia, sin embargo, Texeira se unió a Luqueño como reemplazo del uruguayo Hernán Rodrigo López, quien partió del club para unirse a Libertad.

### Deportivo Santaní (2015)
En enero de 2015, Teixeira se unió al recién ascendido Deportivo Santaní, siendo su cuarto club paraguayo. Fue uno de los seis fichajes presentados para la temporada 2015. En febrero de 2015, Teixeira anotó en la victoria por 2-0 contra el Sportivo San Lorenzo en la primera semana de la temporada. 

## Vida personal
En mayo de 2010 sufrió un accidente de tránsito en Asunción luego de una sesión de entrenamiento con Guaraní. Recibió varios golpes, así como a sus pasajeros, sus compañeros guaraníes. En julio de 2013 se casó con Jacqueline Madelaire Gubetich en la Catedral metropolitana de Asunción.

## Clubes
| Club                    | País      | Año         |
| ----------------------- | --------- | ----------- |
| Vasco da Gama           | Brasil    | 2000 - 2001 |
| Ceahlaul Piatra Neamt   | Rumania   | 2002        |
| Esmeraldas Petrolero    | Ecuador   | 2002        |
| Barcelona               | Ecuador   | 2003-2004   |
| Junior                  | Colombia  | 2005        |
| Caracas FC              | Venezuela | 2005        |
| Cúcuta Deportivo        | Colombia  | 2006        |
| SV Wehen                | Alemania  | 2007        |
| Aboomoslem              | Irán      | 2008        |
| Deportivo Cuenca        | Ecuador   | 2009        |
| Guaraní                 | Paraguay  | 2010        |
| Barcelona               | Ecuador   | 2011        |
| Nacional                | Paraguay  | 2011-2012   |
| Guaraní                 | Paraguay  | 2013        |
| Sportivo Luqueño        | Paraguay  | 2014        |
| Santaní                 | Paraguay  | 2015        |
| Nacional                | Paraguay  | 2015 - 2016 |
| Sportivo Trinidense     | Paraguay  | 2016 - 2017 |
| River Plate de Asunción | Paraguay  | 2018        |

### Participaciones en Copas Nacionales
| Copa               | País     | Resultado        | Partidos | Goles |
| ------------------ | -------- | ---------------- | -------- | ----- |
| Copa Paraguay 2018 | Paraguay | Octavos de final | 0        | 0     |

## Palmarés

### Títulos nacionales
| Título              | Club                    | País     | Año  |
| ------------------- | ----------------------- | -------- | ---- |
| Taça Guanabara      | Vasco da Gama           | Brasil   | 2000 |
| Serie A             | Vasco da Gama           | Brasil   | 2000 |
| Copa Fedeguayas     | Barcelona               | Ecuador  | 2003 |
| Categoría Primera A | Cúcuta Deportivo        | Colombia | 2006 |
| Regionalliga Süd    | SV Wehen                | Alemania | 2007 |
| Torneo Apertura     | Guaraní                 | Paraguay | 2010 |
| División Intermedia | River Plate de Asunción | Paraguay | 2018 |

### Títulos internacionales
| Título        | Club          | País   | Año  |
| ------------- | ------------- | ------ | ---- |
| Copa Mercosur | Vasco da Gama | Brasil | 2000 |